# Международный конкурс молодых скрипачей имени Кароля Липинского и Генрика Венявского
Международный конкурс молодых скрипачей имени Кароля Липинского и Генрика Венявского (пол. Międzynarodowy Konkurs Młodych Skrzypków im. Karola Lipińskiego i Henryka Wieniawskiego) — конкурс молодых исполнителей академической музыки, проводящийся в Люблине. Проходит раз в три года начиная с 1979 года. Носит имя выдающихся польских скрипачей Кароля Липинского и Генрика Венявского.
В 1967 году в Люблине состоялся Малый конкурс имени Генрика Венявского среди польских учеников музыкальных школ, приуроченный к проведению в Познани «большого» Международного конкурса скрипачей имени Венявского. Затем в 1970, 1973 и 1978 гг. в Люблине проходили фестивали молодых скрипачей Польши с участием отдельных исполнителей из СССР, ГДР и Венгрии. С 1979 года конкурс носит международный характер и проводится в двух возрастных группах (возрастные рамки меняются: так, в 2006 году группы были до 17 и 25 лет, в 2015 году — до 18 и до 23 лет). Жюри конкурса в разные годы возглавляли Ирена Дубиска и Ванда Вилкомирска, с 2006 года его председателем является Захар Брон.
Среди победителей конкурса были Вадим Репин (1982), Максим Венгеров и Антье Вайтхаас (1985), Бартломей Низёл (1988), Илья Грингольц (1997), Марианна Васильева (2009).
В 1982 году в честь конкурса была выпущена почтовая открытка с портретом Кароля Липинского.